# 毎日映画コンクールアニメーション映画賞
毎日映画コンクールアニメーション映画賞（まいにちえいがコンクールアニメーションえいがしょう）は、「毎日映画コンクール」において、アニメーション映画を対象に実施されていた賞。1月1日から12月31日までに日本国内で上映された作品、もしくは当該期間内に完成し上映予定の作品が対象で、公募された作品の中から、2次にわたる選定委員による討議を経て多数決で決定されていた。
毎日映画コンクールには、アニメーション映画に対する表彰として1962年度（第17回）に創設された大藤信郎賞が先行して存在したが、『となりのトトロ』がアニメーション映画として初めてコンクールの日本映画大賞を受賞した翌年の1989年度（第44回）より本賞が創設された。ノミネーションは両賞で共通に長編、短編の区別なくおこなわれるものの、本賞についてはほぼ長編作品が受賞しており、主に「実験的な作品」を対象とする大藤信郎賞とは棲み分けがなされていた。このため、両賞を重複して受賞した作品はないが、両方の受賞歴がある監督としては宮﨑駿、高畑勲、北久保弘之、今敏がいる。
第72回（2017年度）では、当部門創設以来初めて、短編（24分）で自主制作となる『こんぷれっくす×コンプレックス』が受賞した。第77回（2022年度）も短編・自主制作の『高野交差点』が受賞している。
第79回（2024年度）より、アニメーション関係の表彰は再び大藤信郎賞に一本化されることになり、アニメーション映画賞は通算35回の表彰で終了となった。

## 受賞作リスト
- この字体は日本映画大賞を受賞。受賞年は下記表記の翌年（授賞式は2月）。
- 第70回までの各受賞作については、外部リンクの「コンクールの歴史」を出典としている。

### 第44回 - 第50回
| 年度          | 作品                             | 監督       |
| 1989年 第44回 | 魔女の宅急便                     | 宮﨑駿     |
| 1990年 第45回 | 走れ!白いオオカミ                | 前田庸生   |
| 1991年 第46回 | 老人Z                            | 北久保弘之 |
| 1992年 第47回 | 紅の豚                           | 宮﨑駿     |
| 1993年 第48回 | 機動警察パトレイバー 2 the Movie | 押井守     |
| 1994年 第49回 | 平成狸合戦ぽんぽこ               | 高畑勲     |
| 1995年 第50回 | ユンカース・カム・ヒア           | 佐藤順一   |

### 第51回 - 第60回
| 年度          | 作品                                            | 監督     |
| 1996年 第51回 | ブラック・ジャック                              | 出崎統   |
| 1997年 第52回 | もののけ姫                                      | 宮﨑駿   |
| 1998年 第53回 | ドラえもん のび太の南海大冒険                   | 芝山努   |
| 1999年 第54回 | 人狼 JIN-ROH                                    | 沖浦啓之 |
| 2000年 第55回 | おばあちゃんの思い出                            | 渡辺歩   |
| 2001年 第56回 | 千と千尋の神隠し                                | 宮﨑駿   |
| 2002年 第57回 | クレヨンしんちゃん 嵐を呼ぶ アッパレ!戦国大合戦 | 原恵一   |
| 2003年 第58回 | 東京ゴッドファーザーズ                          | 今敏     |
| 2004年 第59回 | 雲のむこう、約束の場所                          | 新海誠   |
| 2005年 第60回 | 劇場版 鋼の錬金術師 シャンバラを征く者          | 水島精二 |

### 第61回 - 第70回
| 年度          | 作品                            | 監督       |
| 2006年 第61回 | 時をかける少女                  | 細田守     |
| 2007年 第62回 | 河童のクゥと夏休み              | 原恵一     |
| 2008年 第63回 | スカイ・クロラ The Sky Crawlers | 押井守     |
| 2009年 第64回 | サマーウォーズ                  | 細田守     |
| 2010年 第65回 | カラフル                        | 原恵一     |
| 2011年 第66回 | 蛍火の杜へ                      | 大森貴弘   |
| 2012年 第67回 | おおかみこどもの雨と雪          | 細田守     |
| 2013年 第68回 | かぐや姫の物語                  | 高畑勲     |
| 2014年 第69回 | ジョバンニの島                  | 西久保瑞穂 |
| 2015年 第70回 | 百日紅〜Miss HOKUSAI〜          | 原恵一     |

### 第71回 - 第78回
| 年度          | 作品                          | 監督            |
| 2016年 第71回 | 君の名は。                    | 新海誠          |
| 2017年 第72回 | こんぷれっくす×コンプレックス | ふくだみゆき    |
| 2018年 第73回 | 若おかみは小学生!             | 高坂希太郎      |
| 2019年 第74回 | 海獣の子供                    | 渡辺歩          |
| 2020年 第75回 | 魔女見習いをさがして          | 佐藤順一 鎌谷悠 |
| 2021年 第76回 | 岬のマヨイガ                  | 川面真也        |
| 2022年 第77回 | 高野交差点                    | 伊藤瑞希        |
| 2023年 第78回 | アリスとテレスのまぼろし工場  | 岡田麿里        |